# アオツラカツオドリ
アオツラカツオドリ（青面鰹鳥、Sula dactylatra）は、カツオドリ目カツオドリ科カツオドリ属に分類される鳥類である。

## 分布
インド洋、大西洋、太平洋の熱帯から亜熱帯の海域に分布。
日本では亜種アオツラカツオドリが尖閣諸島及び西之島で繁殖する。

## 形態

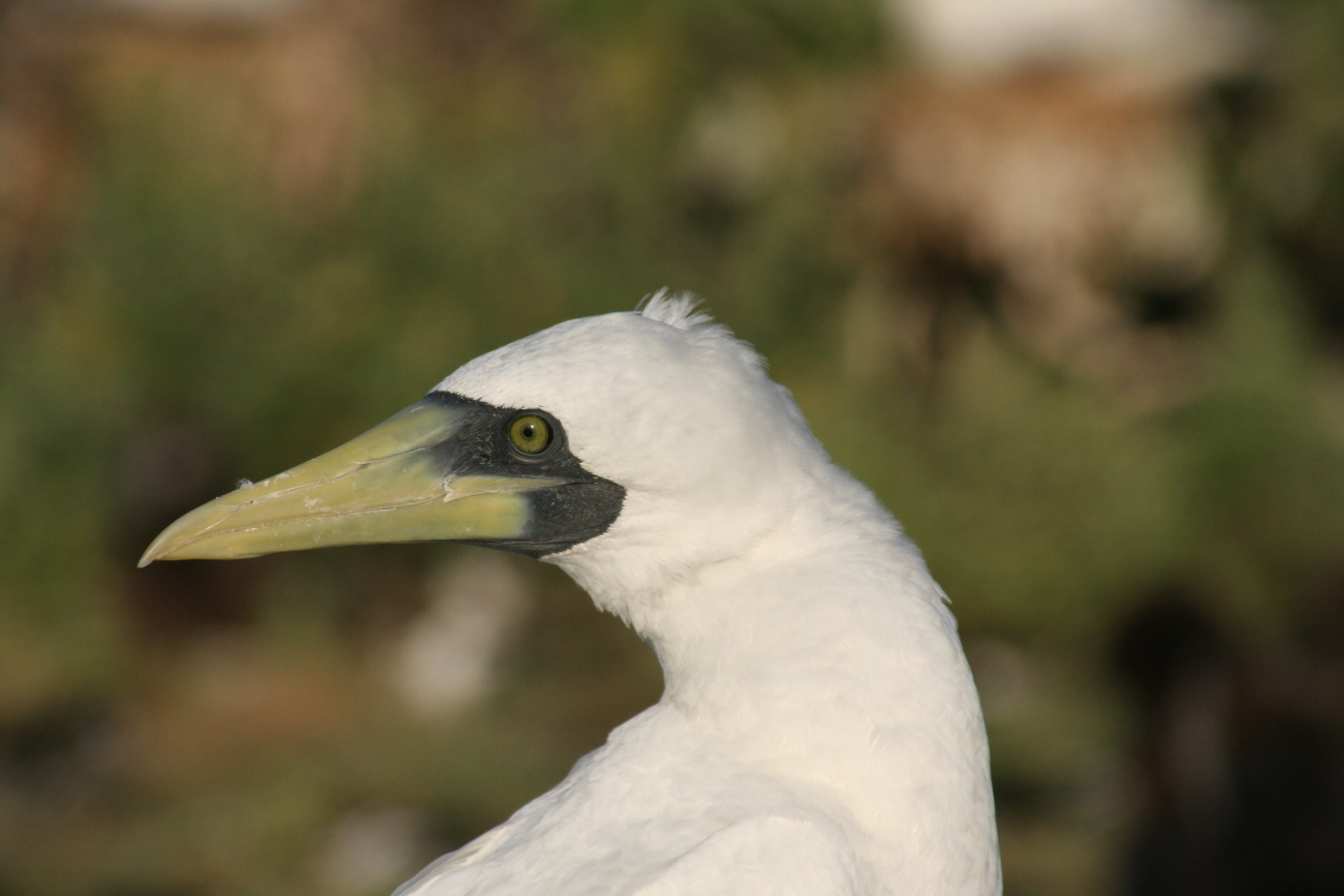
頭部

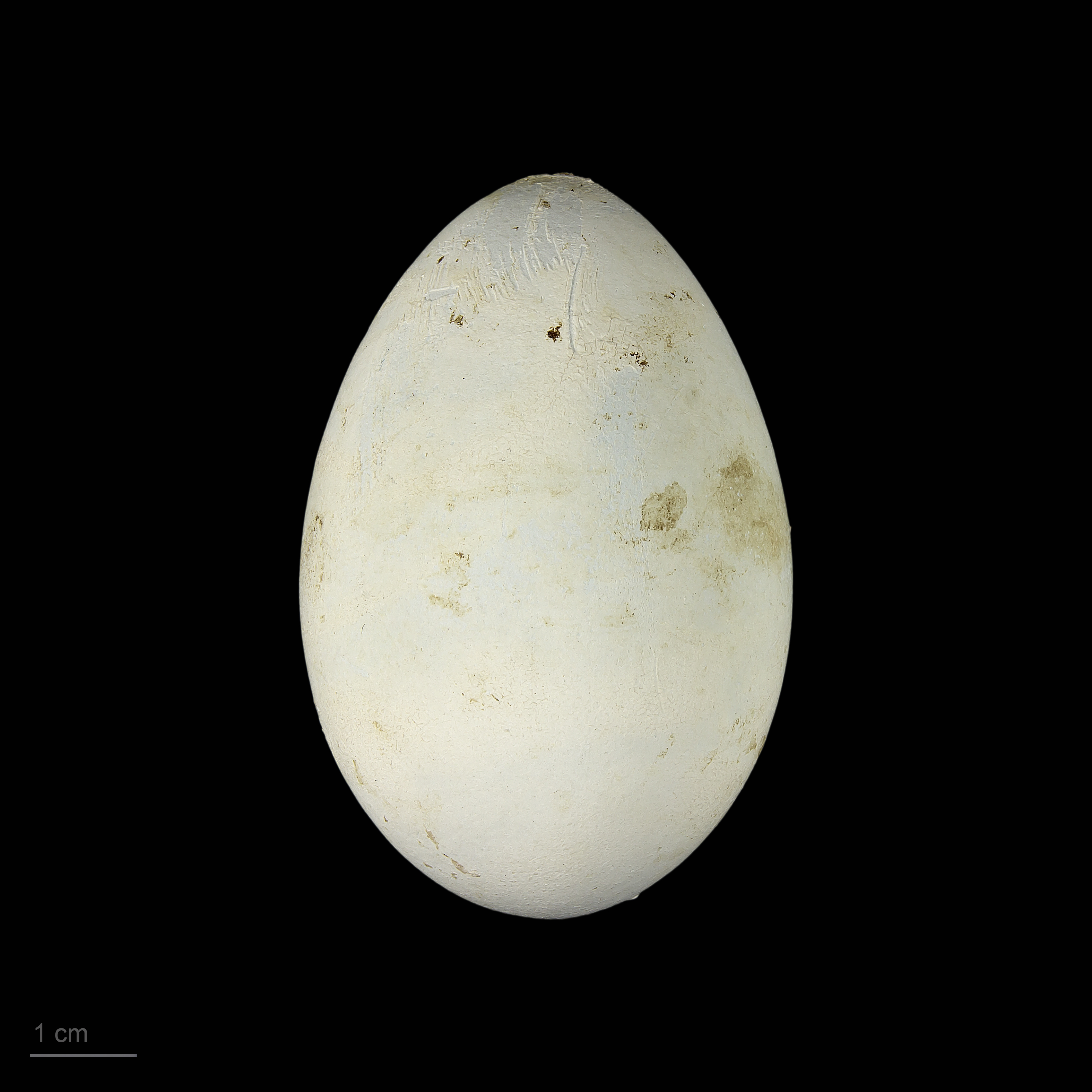
Sula dactylatra

全長81-91cm。翼開長150-170cm。体重2,3kgとカツオドリ属最大種。全身は白い羽毛で覆われる。尾羽は黒い。風切羽は黒い。
眼の周囲には羽毛がなく、暗青色の皮膚が露出する。嘴の色彩は黄色。足の色彩は青みがかった灰色。
幼鳥は上面が灰褐色、後頸から背中、下面が白い羽毛で覆われる。

## 分類
以下の4亜種が知られているが、海で活動中の個体を判別することは不可能である。
- アオツラカツオドリ S. d. personata (van Tets, Meredith, Fullagar & Davidson, 1988) 英: Austropacific Masked Booby
  - 太平洋中部と西部、オーストラリア周辺、メキシコ周辺とクリッパートン島で繁殖する。メキシコとクリッパートン島で繁殖する個体群をS. d. granti亜種、オーストラリア周辺で繁殖する個体群をS. d. bedoutiとする説が提唱されたが、どちらも学会では通常受容されていない。
- タイセイヨウアオツラカツオドリ S. d. dactylatra (van Tets, Meredith, Fullagar & Davidson, 1988) 英: Atlantic Masked Booby
  - カリブ海とアセンション島を含む大西洋の島嶼で繁殖する。近年トバゴ島沖でも繁殖するようになった。
- ニシインドヨウアオツラカツオドリ S. d. melanops (van Tets, Meredith, Fullagar & Davidson, 1988) 英: Western Indian Ocean Masked Booby
  - インド洋西部で繁殖する。
- タスマンアオツラカツオドリまたはロードハウアオツラカツオドリ S. d. tasmani または S. d. fullagari [1] (van Tets, Meredith, Fullagar & Davidson, 1988) 英: Tasman Booby or Lord Howe Masked Booby
  - ロード・ハウ島とケルマディック諸島で繁殖する個体群。ロード・ハウ島とノーフォーク島で発見された先史時代の大きな個体はときどき独立した種（正しくは亜種）とされることがある。もしこの仮説が正しければ、現存する個体群はS. d. fullagariとされるべきであろう。
  - 骨格とDNAについて調査した結果、アオツラカツオドリと全く同一の種であると判明した[2]。

## 生態
海洋に生息する。
食性は動物食で、主に魚類を食べる。上空から海面に急降下して獲物を捕食するが、飛翔しているトビウオを捕食することもある。
地表の窪みに、1回に2個の卵を産む。雌雄交代で抱卵し、抱卵期間は42-44日。雛は孵化して数日でもう一方の雛を殺す。孵化してから約140日で巣立つ。生後2-3年で性成熟する。寿命は20年以上と推定されている。本種における兄弟殺しはよく研究されており、デヴィッド・アンダーソンらはつがいの親鳥は一度に2羽の雛を育てることはできるものの自身の健康状態や将来の繁殖成功率に悪影響を及ぼすことを立証した。

## 人間との関係
卵や雛も含めて食用とされることもある。
食用目的の狩猟などにより生息数は減少している。日本では尖閣諸島で繁殖することから繁殖地の現状は不明だが、尖閣諸島に近い仲ノ神島に毎年継続して幼鳥が飛来するから繁殖地は壊滅していないと推定されている。
2016年に行われた小笠原諸島の西之島の調査において、大群が生息していることが確認されている。
絶滅危惧II類 (VU)（環境省レッドリスト）